# Bephratelloides paraguayensis
Bephratelloides paraguayensis is een vliesvleugelig insect uit de familie Eurytomidae. De wetenschappelijke naam is voor het eerst geldig gepubliceerd in 1911 door Crawford.